# Agostino Santillo
Agostino Santillo (Caserta, 28 ottobre 1974) è un politico italiano, dal 13 ottobre 2022 deputato alla Camera per il Movimento 5 Stelle, dopo esserne stato senatore della Repubblica dal 23 marzo 2018 al 12 ottobre 2022 nella XVIII legislatura.

## Biografia
Nato a Caserta, ma residente a Casapulla (Caserta), ha conseguito la laurea in Ingegneria civile presso la Seconda Università degli Studi di Napoli e dal 2002 svolge la professione di ingegnere libero professionista, collaborando con diversi enti pubblici come l'Autorità di bacino, la Regione Campania, vari comuni e la Seconda Università di Napoli stessa.
Attivista del Movimento 5 Stelle (M5S) di Beppe Grillo e Gianroberto Casaleggio dal 2012, con cui alle elezioni regionali in Campania del 2015 si candida tra le sue liste, a sostegno della mozione di Valeria Ciarambino, ottenendo oltre 5.000 preferenze nella circoscrizione di Caserta ma risultando non eletto.

### Elezione a senatore
Alle elezioni politiche del 2018 viene candidato al Senato della Repubblica, tra le liste del M5S nel collegio plurinominale Campania - 01, venendo eletto senatore. Nel corso della XVIII legislatura ha fatto parte della 8ª Commissione Lavori pubblici, comunicazioni ed è stato vice-capogruppo del gruppo parlamentare Movimento 5 Stelle a Palazzo Madama, oltre a depositare 21 interrogazioni come primo firmatario a risposta scritta e 6 interrogazioni come primo firmatario a risposta orale, presentare 13 disegni di legge e 5 decreti legge e disegni di legge da relatore, tra cui il DL Sblocca Cantieri nel maggio 2019 e il DL Infrastrutture nel luglio 2022, e rilsultare con il 99,94% di presenze alle votazioni il parlamentare più presente al Senato.
Il 10 dicembre 2021, con una votazione online sul sito del M5S, viene nominato coordinatore del Comitato Infrastrutture e mobilità sostenibile del Movimento 5 Stelle, ruolo che ha ricoperto fino all'11 dicembre 2023. A partire da quest'ultima data, è componente del Comitato per i rapporti territoriali del M5S.

### Elezione a deputato
Alle elezioni politiche anticipate del 2022 viene candidato alla Camera dei deputati, come capolista per il Movimento 5 Stelle nel collegio plurinominale Campania 2 - 01, venendo eletto deputato. Nella XIX legislatura, dopo aver fatto parte della 9ª Commissione Trasporti, poste e telecomunicazioni, è componente della 8ª Commissione Ambiente, territorio e lavori pubblici e vice-capogruppo del gruppo parlamentare M5S alla Camera.